# Iriga
Iriga je spící sopka na jihu filipínského ostrova Luzon. Jedná se o stratovulkán. Výška činí 1196 m a průměr základny 10 km. Vrchol tvoří velký kráter, vytvořený během silné erupce. Poslední nastaly v letech 1628 a 1642. Iriga je obecně známá svými freatickými výbuchy.

## Galerie

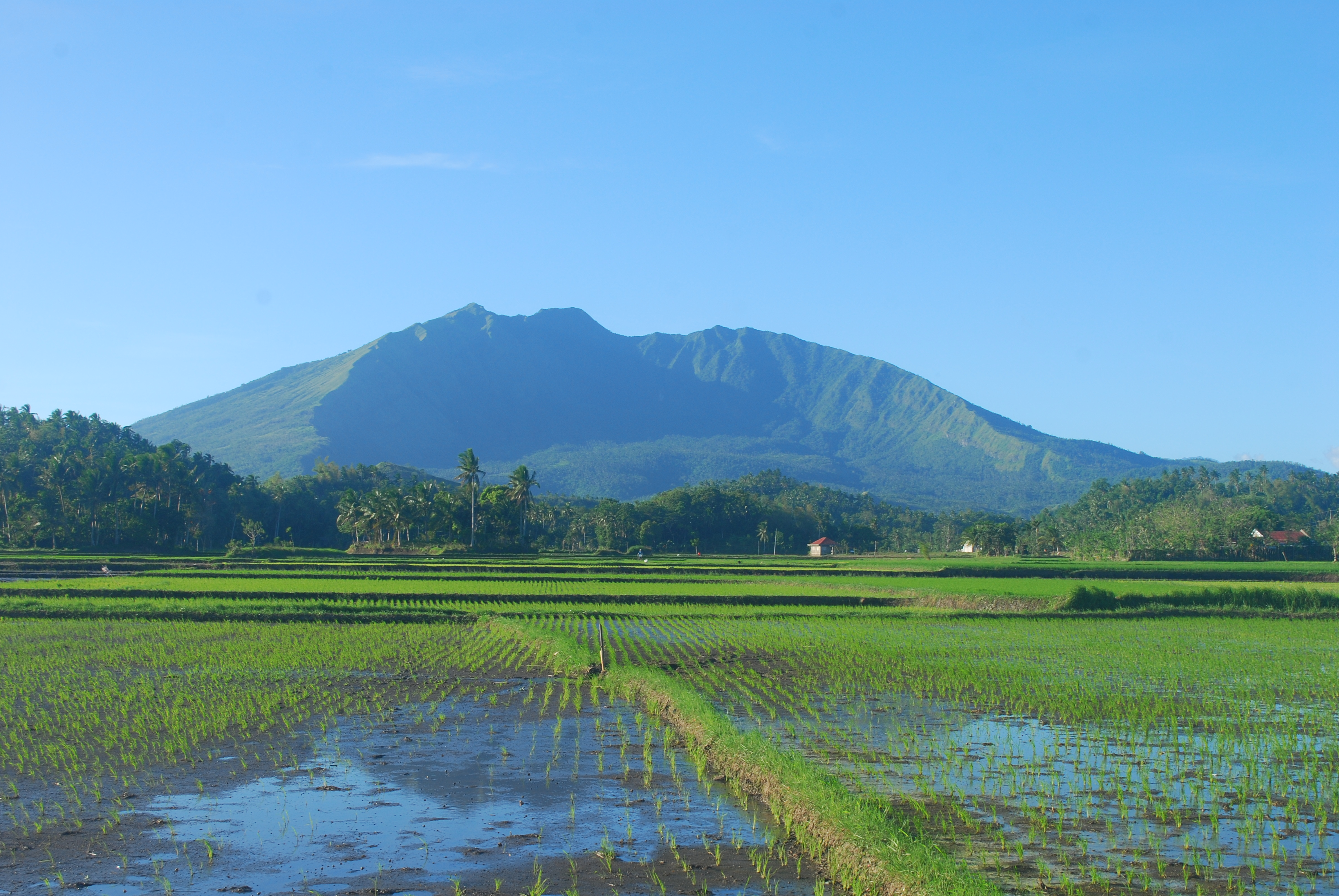
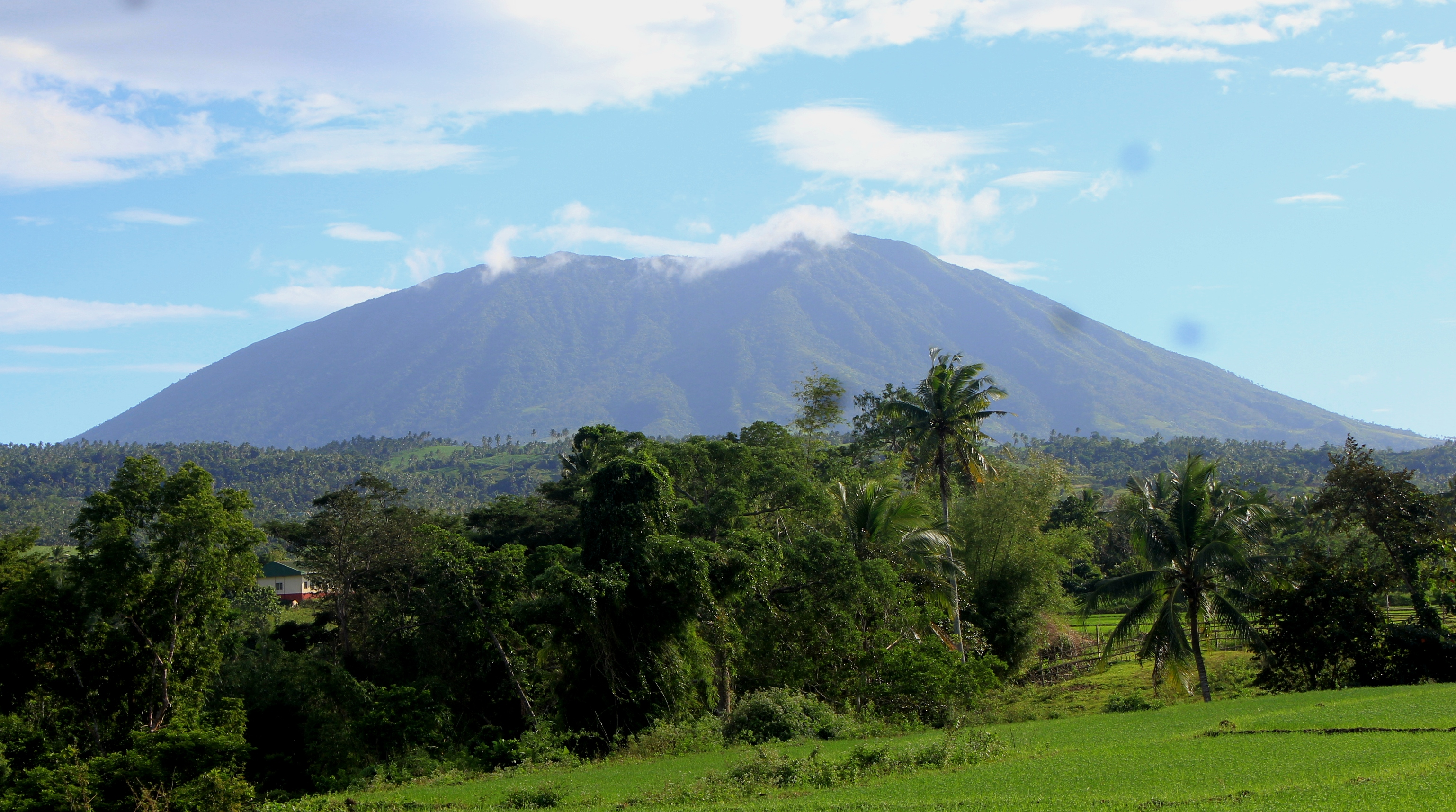